# Cymbidium hartinahianum
Cymbidium hartinahianum är en orkidéart som beskrevs av James Boughtwood Comber och Rusdy E. Nasution. Cymbidium hartinahianum ingår i släktet Cymbidium, och familjen orkidéer. Inga underarter finns listade i Catalogue of Life.